# Franciszka Schervier
Franciszka Schervier (ur. 3 stycznia 1819 w Akwizgranie, zm. 14 grudnia 1876 tamże) – niemiecka Błogosławiona Kościoła katolickiego, założycielka Zgromadzenia Sióstr Ubogich św. Franciszka.

## Życiorys
Franciszka Schervier urodziła się w wielodzietnej rodzinie. Po śmierci matki zajęła się gospodarstwem. W 1844 roku wstąpiła do trzeciego zakonu regularnego św. Franciszka z Asyżu. W dniu 12 sierpnia 1850 roku wraz z innymi siostrami otrzymała habit. Założyła Zgromadzenie Sióstr Ubogich świętego Franciszka. Zmarła w wieku 57 lat.
Została beatyfikowana przez Pawła VI 28 kwietnia 1974 roku.